# Treviso
Treviso er en by i Veneto i Italien, med omkring 84.607(2023) indbyggere, ca. 30 km nord for Venezia. Byen er administrativt centrum for provinsen Treviso. Byen er hjemsted for de italienske virksomheder Benetton, Pinarello og De'Longhi.
Treviso ligger hvor floderne Sile og Botteniga løber sammen og ca. 15 km syd-vest for Piave.